# Kuluna (gang)
Ne pas confondre avec Shegué et Pomba
Pour les articles homonymes, voir Kuluna.
 (janvier 2025).
Le mot Kuluna signifie à la fois une bande de hors-la-loi et jeunes incontrôlables identifiés comme tel. Étymologiquement, ce mot tire son origine du portugais-angolais.
Le Kuluna est une forme de menaces qui sévit dans la ville de Kinshasa et qui avait premièrement pris pour ses victimes les personnes de 5 à 17 ans; mais aujourd'hui, on assiste à une chronologie d'âges des personnes et on parle même de personnes allant de 30 à 35 ans, auteurs de ce mal.
Un Kuluna  est un personnage catégorisé de menaçant, comme tout malfaiteur dont l'objectif est de voler, faire du mal avec des armes blanches (la machette, le couteau, la pierre) à des personnes faibles, non armées, souvent entre eux voire à des personnes de troisième âge (les grands parents) et même les autorités publiques tombent victimes de leurs forfaits.
Les Kulunas succèdent aux Pombas, ancienne appellation des délinquants qui, depuis le milieu des années 2000 à Kinshasa, volent, rackettent et blessent avec facilité. Ils coupent de préférence les bras de leurs victimes au moyen des machettes dont ils sont armés, ou sinon les tuent face à une résistance.

## Causes
Parmi les causes à l'origine du phénomène, on peut citer : le chômage, les drogues, l'abandon familial à la suite d'une accusation de sorcellerie, l'instrumentalisation politique des jeunes et la pauvreté des parents.

### Le manque d'occupation rémunératrice
Le constat montre qu'en République Démocratique du Congo , les riches deviennent de plus en plus riches et les pauvres deviennent de plus en plus pauvres , rendant inévitable la révolte des pauvres victimes de cette injustice économique. Une  cause principale de la vulnérabilité de la jeunesse congolaise, le  chômage est le facteur du phénomène "Kuluna". Plusieurs Kulunas affirment s'être lancé dans la criminalité pour des raisons économiques. Ils ont été contraint de chercher à gagner leur vie en semant la souffrance dans la population, sans quoi ils ne peuvent survivre. Certains d'entre eux sont des véritables ayant des femmes et des enfants à supporter à tout prix. En dehors de ces voies de faits, les Kulunas n'ont pas une autre possibilité de gagner de vie.
De ces faits, les Kulunas apparaissent comme des victimes d'un apartheid économique qui caractérise la République Démocratique du Congo (RDC). La répartition non équitable de la richesse nationale , conduit à la frustration de la majorité de la population qui sent en marge du pays sans espoir. Dans l'histoire des pays, la confiscation  de la richesse nationale, a toujours conduit à la révolte des victimes de cette injustice sociale. C'est dire que, le problème est la bonne gouvernance qui doit éradiquer la ségrégation économique dont les jeunes sont majoritairement victime.
De ce sens, on peut affirmer que l'État lui-même crée un environnement favorable à l'insécurité grâce à son mauvais système économique. La ville de Kinshasa  est l'une des villes africaines où les immeubles poussent comme des champignons et dont les dernières marques de véhicules de luxe augmentent chaque jour davantage alors que le budget de l'Etat est le plus faible d'Afrique. Cela veut dire que les richesses de l'État se partagent entre un groupe d'individus bénéficiaires des privilèges du pouvoir public et ayant adopté la malversation financière comme mode de gouvernement, se comportant en véritables affairistes. Le phénomène Kuluna  constitue une réaction des citoyens lésés par la société injuste. C'est ainsi que même dans leur mode opératoire, les Kulunas ne s'attaquent à une personne de l'apparence misérable. Ils doivent remarquer les signes  de richesse (bijoux, gonflement des poches, le change en public des devises étrangères, etc.) sur un individu avant de l'attaquer.

### Consommation des drogues
À côté des Kulunas à motivation économique, on retrouve une autre catégorie des Kulunas par fait d'entraînement. C'est le cas de ceux qui, sans nécessairement être contraint de se radicaliser dans la criminalité pour survivre, ont intégré le groupe par la consommation des drogues avec les Kulunas. À force de fréquenter les criminels, on finit soi-même à devenir criminel. Cette carterie se constitue des jeunes disposant des parents capables de les prendre en charge, mais lèvent l'option de se mettre hors la loi. Ils sont même recherchés par leurs parents qui, parfois les font arrêter pour une rééducation carcérale  en vue de leur insertion sociale. Il s'agit en quelque sorte des enfants prodiges ayant quitté les toits familiaux sans raison valable. Pour cette carterie, la criminalité est considérée une distraction, un passe-temps et non un métier.

### Pauvreté des parents
La pauvreté des parents est l'une des principales causes de l'abandon familial, conduisant les responsables de famille (pères) à déserter de leurs obligations familiales d'assurer l'encadrement et l'éducation de leurs enfants. Encore une fois, c'est la mauvaise gouvernance  économique qui est responsable de la pauvreté des parentale galopante des parents congolais. Depuis l'époque de la Zaïrianisation qui donna lieu à l'expropriation des entreprises aux expérimentés gestionnaires blancs, pour donner aux novices Zaïrois ; plusieurs entreprises tombèrent en faillite mettant plusieurs parents dans le chômage. Le pillage des années 1990 acheva le reste de ce qu'on pouvait qualifier de l'économie nationale, faisant de plusieurs parents désœuvrés, sans emploi, susceptible de leur permettre d'assurer la prise en charge de leurs enfants. Ceci montre que les Kulunas sont des victimes de l'État, lui-même victime d'une gestion prédatrice.
Il est importe de souligner  par ailleurs la contribution  des églises dites de réveil dans la déstabilisation des familles à Kinshasa. Faisant une véritable concurrence avec les débits des boissons dans l'augmentation en nombre, les églises de réveil sont à la base de la dislocation de plusieurs fam de sorcellerie illes, à travers des accusations gratuites à l'égard des enfants, amenant les parents à se débarrasser de ces derniers. Parmi elles, l'apport du Ministère de Combat spirituel de « Maman Olangi » peut être souligné avec son fameux examen de l'état d'âme. Cette pratique a conduit de centaines de milliers d'enfants dans les rues et qui ont finis par se transformer en Kulunas dans la quête de leur survie. L'on devrait donc lutter contre cette pratique des églises, étant donné que la loi sur la protection de l'enfant garantie la protection des droits de l'enfant.

## Composition et comportement
Sous l'ordre d'un chef, ces jeunes agressent, arrachent, violent et ne craignent plus les militaires et encore moins les policiers qui font aussi les frais de leurs vols et violences.
Les Kulunas sont différents des enfants de la rue (Shegués) mais ils peuvent être qualifiés des Pombas, jeunes du Congo-Kinshasa qui pratiquent les arts martiaux et qui se font passer pour hommes forts. Les Pombas sont distincts des shegués et souvent assimilés à des délinquants parce qu'ils se regroupent en bandes et que certains réalisent des exactions. À la différence des shegués, les Kulunas comme les Pombas habitent dans des familles dont certaines sont complices de leurs méfaits, ce qui fait qu'ils s'organisent respectivement dans leurs clubs sportifs ou dans leurs quartiers où ils sèment la terreur, ce qui d'ailleurs favorise la pérennisation de ces bandes dans tous les quartiers des communes de la Ville-province Kinshasa. Les différents gangs se livrent parfois à de véritables guerres de territoire. Certains quartiers et communes, comme Ngaba, Selembao, Yolo-Sud ou Yolo-Nord de la commune de Kalamu sont demeurés inaccessibles un moment, surtout durant les heures tardives.

## Méthodes de lutte contre le phénomène

### Opération tolérance zéro
En arrivant à la tête du ministère de la justice, Luzolo Bambi lance l'opération « Tolérance zéro » pour mener le combat de l'intolérance face aux autorités congolaises qui jadis détournaient sans remords les deniers publics. Cette opération ne s'est pas seulement occupée de personnalités politiques et administratives mais elle visait à lutter également contre les actes barbares des Kulunas.
L'opération consistait à arrêter l'acteur ou les acteurs des barbaries, les juger en audience publique dans leur lieu du crime, et après condamnation, ils sont transférés vers les prisons qu'on leur choisissait à l'intérieur du pays (dans les provinces).
Après son départ de ce ministère en 2012, son successeur ne suit pas les choses sur cet angle. Ainsi après ces périodes, les « Kulunas » reprennent leurs activités,,.

### Opérations Likofi 1 et 2
Deux opérations menées entre fin 2013 et début 2014 par la police congolaise s'appuient sur les services de renseignements congolais. Une opération appelée « Likofi » (coup de poing) contre les Kulunas, réclamée par la population, permet à la police de contenir le mouvement. Cette opération fait cependant l'objet de vives critiques qui pousse le gouvernement congolais à réformer la police de la République Démocratique du Congo.

### Opération similaire en république du Congo
Début 2014, la police de la République du Congo mène à son tour une opération dénommée « Mbata ya bakolo » à Brazzaville (à ne pas confondre à la Kata-kata), à l'instar de l'opération Likofi pour pourchasser les Kulunas qui ont franchi le fleuve Congo l'année précédente pour fuir Kinshasa.

### Service national
Après plusieurs critiques et bavures reprochées par certaines organisations des droits de l’homme à la méthode opératoire de Likofis lancée par la police congolaise, avec un peu de latence, le phénomène Kuluna refait surface dans la ville de Kinshasa.
En 2020, le régime successeur du régime initiateur des précédentes opérations semble trouver une méthode mais cette fois-ci de manière un peu douce sans écoulement de sang contre ce phénomène barbare. Le président Tshisekedi (RDC) trouve à travers les Kulunas une main d’œuvre nécessaire pour le service national. Au lieu de les exterminer, il préfère les affecter dans les activités d’intérêt national. C’est ainsi qu’il instruit le gouvernement de développer le service national créé depuis 1997, en multipliant le nombre de ces centres. Afin de trouver un moyen plus calme pour rééduquer sévèrement ces jeunes Kulunas par le travail communautaire.
Fin 2020, la police embarque quelques centaines de Kulunas, premier groupe qui débarque à Kaniama Kasese dans la province de Lualaba, afin d’être imprégnés du patriotisme et travailler dans les plantations pour le compte du service national,.

## Échec de l'action policière anti-kuluna

### Le manque de moyens logistiques et stratégiques
La Police nationale congolaise (PNC) est l'une des polices archaïques et les moins équipées de l'Afrique de grands Lacs[réf. nécessaire]. Elle manque les moyens matériels et financiers nécessaires pouvant la permettre accomplir sa mission. Les pickups devant assurer la mobilité policière, sont à ces jours à compter au bout de doigts et en mauvais  état 
. En outre, les zones opérationnelles des Kulunas et leurs lieux de refuges sont parfois inaccessibles par véhicules et exigent des motos pour y accéder, que la police ne dispose presque pas, en dehors de quelques motards qui accompagnent les cortèges des autorités. Les matériels d'équipement personnel ne sont régulièrement mis à la disposition de ces derniers pour permettre une action. La logistique de la police congolaise va jusqu'au salaire qui est les plus désarrois des fonctionnaires de l'État. C'est dire que 
le policier étant misérable, ne peut-être efficace dans l'exécution de sa mission avec motivation nécessaire pour traquer les semeurs de troubles dont les Kulunas et assurer la sécurité de la population avec d'abnégation. Sans une logistique adéquate et une motivation suffisante. Une chose est de confier la mission de sécurisation des personnes et de leurs biens, une autre est d'y mettre les moyens nécessaires.
Il est également important de rappeler le défi stratégique de la politique dans la lutte contre le Kuluna. Elle manque le professionnalisme en raison de l'insuffisance de formation dans le chef de plusieurs policiers. La plupart des policiers n'ont pas fini leurs études primaires et ne sont pas probablement bien formés à cette profession. Par ailleurs, il n'est pas exclu de retrouver parmi les policiers, les anciens Kulunas, ne disposant aucune déontologie policière. La remise à niveaux des policiers est donc un préalable à la modernisation d'une police capable de faire face aux éventualités de la société qu'est appelée à protéger.

### La complicité des policiers avec les Kulunas
Il s'observe paradoxalement que certains policiers sont de mèche avec des Kulunas, en agissant de concert eux et en assurant leur protection lors des opérations[réf. nécessaire]. Lors des opérations nocturnes officiellement qualifiées patrouilles, les policiers qui croisent les Kulunas revenant de leurs forfaits ou qui les surprennent en action ne les arrêtent pas, mais partagent avec eux les butins. De ce point de vue, la police est en quelque sorte contributrice à la montée en puissance du phénomène. Conscients de cette complicité, les Kulunas n'ont aucune crainte de la police dont ils savent qu'ils sont des oiseaux de même plumage, mais à qui la faute ? Sans aller en quatre chemins, on peut dire l'État est à la base de ce paradoxe, du fait de n'avoir pas assuré un traitement digne pouvant assurer la dignité des policiers l'exécution de sa mission honorable.

### Corruption de certains magistrats instructeurs des dossiers mettant en cause les Kulunas
La police et la population se dénoncent souvent les cas des Kulunas transmis aux parquets pour être instruits et fixés devant les juges, mais ne connaissant pas une suite satisfaisante du fait dans moins de 48 heures, les délinquants arrêtés circulent dans les mêmes quartiers où ils avaient commis les forfaits. Le clientélisme et la corruption de certains magistrats instructeurs alourdissent le travail de la police qui apparaît comme faisant du surplace dans un cercle vieux et donc sa capacité opérationnelle s'affaiblit davantage face à la montée en puissance du phénomène Kuluna. De même, ceux qui exceptionnellement peuvent être condamnés et emprisonnés, ne s'inquiètent pas, car les conditions de centres pénitentiaires congolais n'ont rien d'intimidant ou  de réeduquant et les Kulunas y sortent plus délinquants qu'avant l'incarcération.

### Récupération politique du phénomène Kuluna
Considérés  au départ comme un phénomène social, les Kulunas ont finis par devenir des véritables acteurs, recrutées dans les lignes de jeunes des partis politiques, ils sont politiquement utiles à plusieurs titres : ils assurent la sécurité de certains haut placés de leurs partis, et lors des compétitions électorales, ils sont envoyés pour troubler les manifestations des adversaires politiques. Dans la province du Kongo Central, le gouverneur les avait utilisé pour attaquer l'assemblée Provinciale afin d'empêcher les Députés Nationaux  de voter une motion contre lui et son gouvernement. À Kinshasa, ils sont également utilisés pour perturber les revendications des syndicats et des autres fonctionnaires qui dérangent les leaders  politiques, membres du gouvernement contre qui les syndicalistes voudraient s'adresser . À ce titre, le phénomène Kuluna bénéficie d'une forte protection politique et son démantèlement ne pourra pas être effective sans une véritable volonté politique de ceux qui l'entretien après l'avoir récupéré pour l'utiliser dans les combats politiques.
Cette protection se manifeste souvent lors des arrestations, les pressions politiques sont parfois exercées sur les Officiers de la Police nationale congolaise (OPJ) et magistrats instructeurs de leurs dossiers, pour leur libération.

## Médias et Témoignages
- Le film Kuluna de Rabby Bokoli, sorti le 25 juillet 2019, traite du conflit entre kulunas dans un quartier kinois.
- Dans la nuit du 10 au 11 septembre 2020, le centre de santé Révolution de Kisenso, à Kinshasa, a été attaqué par des individus armés qui ont violé malades et infirmières, emportant divers matériels, une importante somme d’argent aurait aussi été emportée. Les criminels ont également vandalisé la banque de sang[29].
- Dans la soirée du 28 octobre 2020, alors qu'il se dirige vers son domicile dans la commune de Limete en venant de son boulot, Yan Mambo le réalisateur congolais et directeur de programme à Univers groupe télévision a été sauvagement agressé à coups de machettes par un groupe de Kulunas non identifié[30],[31].

- En 2022, Que faut-il pour mettre fin du phénomène Kuluna dans la ville de Kinshasa, s'est interrogé Radio Okapi. En effet, le phénomène refait surface dans plusieurs communes de Kinshasa au grand désarroi des paisibles citoyens. Dans certains quartiers de la commune de Makala , Lemba , ou Kisenso par exemple, des bagarres à la machette sont enregistrés de nouveau entre les gangs de différentes communes[32].